# Santa Colomba (Benevento)
La contrada Santa Colomba è una località del comune italiano di Benevento, nella provincia di Benevento, in Campania, nota soprattutto per la presenza dello stadio comunale della città, edificato nel 1976 e inaugurato nel 1979.

## Geografia fisica
Sorge lungo la sponda sinistra del fiume Sabato, nei pressi della gola di Barba, a sud-est del Rione Libertà e contrada San Vito e a nord di Monte Calvo e Casale Maccabei, proprio nella contrada scorreva un'torrente denominato "Morra" o "Fonte" scomparso a seguito del Terremoto del 1980.

## Storia
Il nome è dedicato all'edificazione di una Chiesa dedicata a Santa Colomba posta nella contrada successivamente abbattuta. Secondo il Piperno, la leggenda del "noce magico" di contrada Santa Colomba a Benevento, fu luogo di rituali longobardi e stregoneria, il vescovo San Barbato abbatté quell’albero nella zona.
Dal XX secolo la località ha subito una forte cementificazione incontrollata.
Negli anni 70 fu costruito lo Stadio Ciro Vigorito (dal 1979 al 2010 denominato Stadio Santa Colomba).